# Shoshana Zuboff

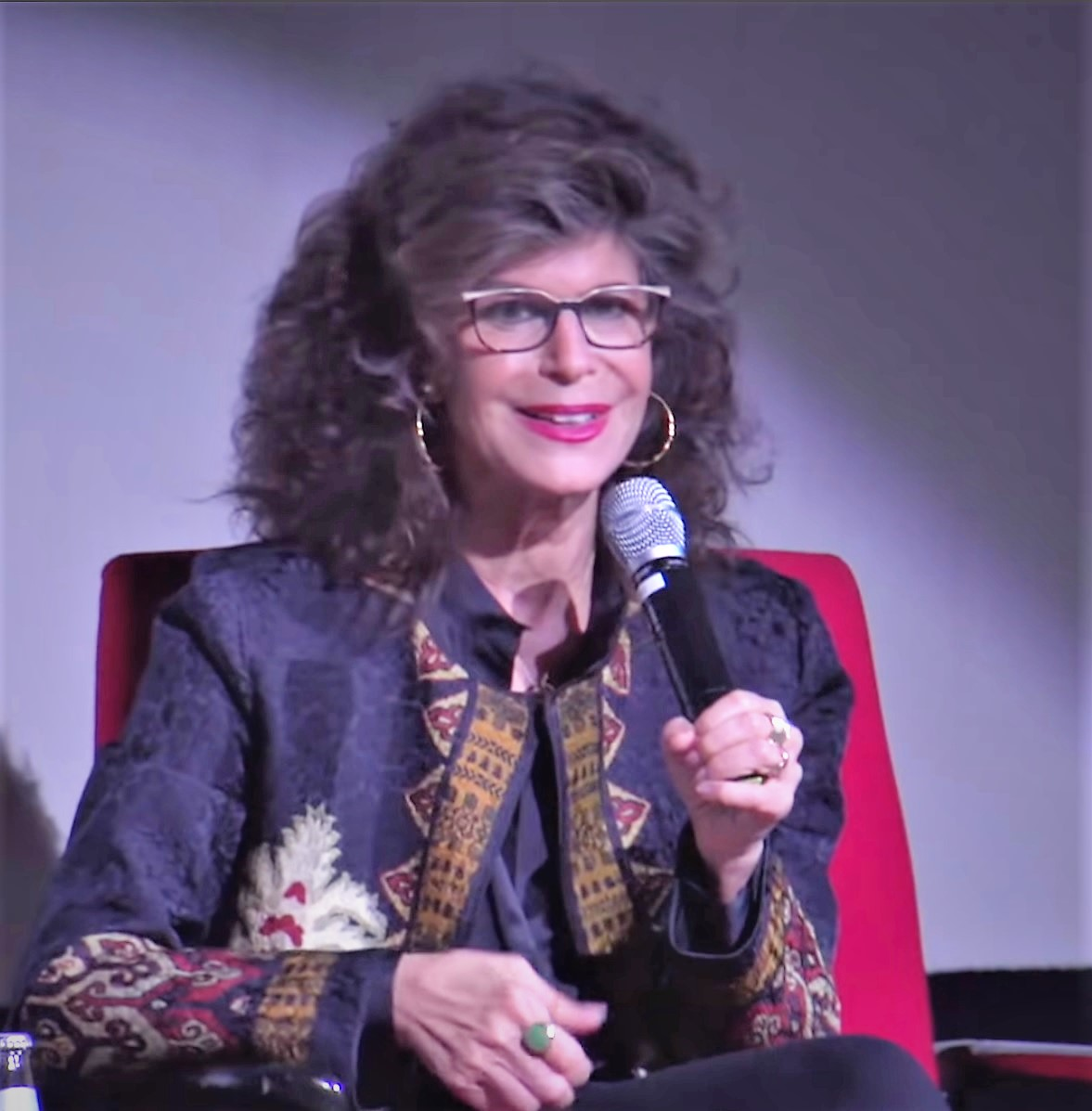
Shoshana Zuboff, 2019

Shoshana Zuboff (* 18. November 1951) ist eine US-amerikanische Wirtschaftswissenschaftlerin und emeritierte Professorin für Betriebswirtschaftslehre der Harvard Business School in Cambridge, Massachusetts.

## Leben und Wirken
Nach ihrem Studium der Philosophie an der University of Chicago, das Shoshana Zuboff mit dem Bachelor of Arts abschloss, und ihrer Promotion in Sozialpsychologie in den 1970er Jahren an der Harvard University arbeitete sie zunächst als Beraterin im Bereich organisatorische Veränderungen, bis sie im Jahr 1981 einen Lehrauftrag als Charles Edward Wilson Professor of Business Administration an der Harvard Business School erhielt. Sie war damit die jüngste und eine der ersten Frauen an der angesehenen akademischen Bildungseinrichtung, die diesen Stiftungslehrstuhl innehatte. Sie spezialisierte sich früh auf das Thema Informationstechnologie in der Arbeitswelt, mit dem sie 1978 begann und zehn Jahre später mit dem Werk In the Age of the Smart Machine: The Future of Work and Power zu ihrer ersten Buchveröffentlichung führte.
Ihre Forschung überzeugte sie zunehmend davon, dass – in Abwesenheit eines neuen ökonomischen und sozialen Paradigmas – die neuen Informationsflüsse in Unternehmensbereichen Kontrolle, Überwachung, Substitution von Arbeit und Kostensenkung erzeugen würden. In den späten 1990er Jahren stellte sie daher ihren Lehrauftrag an der Harvard Business School weitgehend ein, da sie, wie sie in einem Interview mit dem Magazin strategy+business sagte, nicht mehr Harvards Betriebswirtschaftsprogramm lehren konnte, weil sie große Teile des Lehrplans für einen Teil des Problems und nicht Teil der Lösung hielt, für die sie sich zunehmend im Bereich der Digitalwirtschaft öffentlich äußerte. Danach wechselte sie zum 1998 gegründeten Berkman Klein Center for Internet & Society an der Harvard Law School, wo sie als assoziierte Forscherin mitwirkte.
Zuboff widmete sich zunehmend der Veröffentlichung von Büchern, Essays und Schriften, schrieb unter anderem einige Gastbeiträge für die Frankfurter Allgemeine Zeitung und trat als Gastrednerin zu ihrem Thema in unterschiedlichen Veranstaltungen auf. Einige ihrer Kolumnen erschienen auf BusinessWeek.com und im Magazin Fast Company. Dort kritisiert sie die Sammlung von personenbezogenen Daten durch Internetkonzerne wie Google, Facebook und Co. In diesem Zusammenhang prägte sie 2014 den Begriff Überwachungskapitalismus. Damit zieht sie einen Vergleich mit der Entwicklung im Industriekapitalismus und der Massenproduktion. An die Stelle der Massenproduktion sei heute die massenhafte Sammlung von Daten getreten, was unter dem Begriff Big Data zusammengefasst werde. Sie sieht darin ein Geschäftsmodell großer Konzerne – nicht nur aus der Technologie-Branche – zum Erzielen gigantischer Gewinne und nennt dies „Überwachungsdividende“. Trotz der ungeheuren Wissensansammlung durch das „Ausschlachten privater Daten“ werde aber keines unserer existentiellen Probleme gelöst, was sie als „gigantisches Marktversagen“ betrachtet. Ihre Ausführungen gipfeln in der Aussage, der „Überwachungskapitalismus zerstöre die innere Natur des Menschen“.
Am 24. Juni 2013 rief sie dann die Öffentlichkeit dazu auf, „der Arroganz des Silicon Valley etwas entgegenzusetzen“. Der Artikel in der Frankfurter Allgemeinen Zeitung vom 25. Juni 2013 wurde folglich mit dem Titel Seid Sand im Getriebe veröffentlicht und in der Ausgabe des Stern vom 2. März 2019 wurde Empört euch! Harvard-Professorin Shoshana Zuboff hält das Geschäft der Internetkonzerne mit unseren Daten für Überwachungskapitalismus – und ruft zum Widerstand auf getitelt.
Am 4. Oktober 2018 erschien ihr vielbeachtetes Werk The Age of Surveillance Capitalism (deutsch: Das Zeitalter des Überwachungskapitalismus), in welchem Zuboff viele ihrer früheren Gedanken und Erkenntnisse verarbeitete und in Beziehung zueinander setzte. Es erregte weltweite Bekanntheit; Barack Obama bezeichnete es 2019 als eines seiner Lieblingsbücher, obwohl Zuboff die personellen Überschneidungen zwischen dessen Administration und Big Tech Konzernen wie Alphabet Inc. und Co. scharf kritisiert. Einige Kommentatoren bemängelten jedoch, dass dieser scharfen Analyse keine praktischen Handlungsanweisungen entnommen werden könnten, um dem Überwachungskapitalismus etwas entgegensetzen zu können. So kritisierte Harald Welzer, dass sie zwar „philosophische Übermütter und -väter“ wie Hannah Arendt „gern und oft“ zitiere, „selbst gesellschaftstheoretisch aber schwach“ bleibe. Außerdem biete ihr Buch, „und das ist wirklich maximal enttäuschend, überhaupt keine Perspektive auf eine Politisierung des Phänomens, gar auf gesellschaftlich wirksame Gegenwehr.“
Im November 2019 wurde Shoshana Zuboff in Berlin mit dem Axel Springer Award ausgezeichnet.

## Familie
1987 traf sie James (Jim) Maxmin, einen Berater internationaler Unternehmen, den sie später heiratete. Aus der Ehe ging ein Sohn hervor, der 1995 geboren wurde.

## Publikationen
- In the Age of the Smart Machine: The Future of Work and Power. Basic Books, New York 1988, ISBN 0-465-03212-5 (englisch).
- zus. mit James Maxmin: The Support Economy: Why Corporations are Failing Individuals and the Next Episode of Capitalism. Viking Press, New York 2002, ISBN 0-670-88736-6 (englisch).
- Das Zeitalter des Überwachungskapitalismus. Campus Verlag, Frankfurt / New York 2018, ISBN 978-3-593-50930-3 (Online-Rezension: Die Verdatung der Welt von Dirk Hohnsträter auf Soziopolis – englisch: The Age of Surveillance Capitalism. New York. Übersetzt von Bernhard Schmid, in der englischen Fassung im Januar 2019 erschienen).

Artikel
- Heroic Work. In: American Prospect. Januar 1993 (englisch).
- The Emperor’s New Workplace. In: Scientific American. September 1995 (englisch).
- Creating Value in the Age of Distributed Capitalism. In: McKinsey Quarterly. Nr. 4, 2010, S. 45–55 (englisch).
- Seid Sand im Getriebe! In: Frankfurter Allgemeine Zeitung. 25. Juni 2013 (faz.net – englisch: Be the friction – Our Response to the New Lords of the Ring. Frankfurt. Übersetzt von Matthias Fienbork).
- NSA – Obama, Merkel, and the Bridge to an Information Civilization. In: Frankfurter Allgemeine Zeitung. 17. Januar 2014 (englisch, faz.net).
- Die neuen Massenausforschungswaffen. In: Frankfurter Allgemeine Zeitung. 13. Februar 2014 (faz.net – englisch: The New Weapons of Mass Detection. Frankfurt. Übersetzt von Michael Bischoff).
- Unsere Zukunft mit „Big Data“ – Lasst euch nicht enteignen! In: Frankfurter Allgemeine Zeitung. 14. September 2014 (faz.net – englisch: A Digital Declaration. Frankfurt. Übersetzt von Gero Guttzeit).
- Big other: surveillance capitalism and the prospects of an information civilization. In: Journal of Information Technology. Band 30, 2015, S. 75–89, doi:10.1057/jit.2015.5 (englisch).
- Sharing Economy und Europa – Die Vorteile der Nachzügler. In: Frankfurter Allgemeine. Frankfurt 23. März 2015 (faz.net – englisch: Disruption’s Tragic Flaw. Frankfurt. Übersetzt von Michael Bischoff).
- Überwachungskapitalismus – Wie wir Googles Sklaven wurden. In: Frankfurter Allgemeine Zeitung. 5. März 2016 (faz.net – englisch: Google as a Fortune Teller: The Secrets of Surveillance Capitalism. Frankfurt. Übersetzt von Michael Bischoff).
- Shoshana Zuboff: The coup we are not talking about. We can have democracy, or we can have a surveillance society, but we cannot have both, The New York Times, 29. Januar 2021